# Schaller (Iowa)
Schaller es una ciudad ubicada en el condado de Sac en el estado estadounidense de Iowa. En el Censo de 2010 tenía una población de 772 habitantes y una densidad poblacional de 236,75 personas por km².

## Geografía
Schaller se encuentra ubicada en las coordenadas 42°29′48″N 95°17′47″O / 42.49667, -95.29639. Según la Oficina del Censo de los Estados Unidos, Schaller tiene una superficie total de 3.26 km², de la cual 3.26 km² corresponden a tierra firme y (0%) 0 km² es agua.

## Demografía
Según el censo de 2010, había 772 personas residiendo en Schaller. La densidad de población era de 236,75 hab./km². De los 772 habitantes, Schaller estaba compuesto por el 93.52% blancos, el 0.13% eran afroamericanos, el 0.13% eran amerindios, el 0.26% eran asiáticos, el 0.13% eran isleños del Pacífico, el 2.98% eran de otras razas y el 2.85% pertenecían a dos o más razas. Del total de la población el 9.59% eran hispanos o latinos de cualquier raza.